# Carl Friedrich von Sydow
Carl Friedrich von Sydow (* 2. August 1698 in Blumberg; † 15. April 1763 in Woltersdorf) war ein preußischer Landrat und Landesdirektor. Er stand von 1743 bis 1754 dem Randowschen Kreis vor und war ab etwa 1754 Landesdirektor in Vorpommern.
Er stammte aus der uradligen Familie Sydow. Sein Vater George Heinrich von Sydow (* 1661; † 1725) war Erbherr auf Blumberg und hatte als Offizier zunächst in dänischen und dann in schwedischen Diensten, aus denen er 1696 als Oberstleutnant ausgeschieden war, gedient. Seine Mutter Eleonore (* 1674; † 1732) war eine Tochter von Esaias von Pufendorf, einem Diplomaten in schwedischen und dänischen Diensten. Sein jüngerer Bruder George Wilhelm von Sydow (* 1699; † 1767) wurde Landrat, sein jüngster Bruder Gustav Adolph von Sydow (* 1715; † 1772) wurde preußischer Offizier, zuletzt Generalmajor und Chef eines Garnisonsregiments.
Carl Friedrich von Sydow diente in der preußischen Armee, aus der er als Hauptmann („Capitain“) ausschied.
Im Jahre 1743 wurde er als Nachfolger von Jürgen Bernd von Ramin Landrat des Randowschen Kreises. Er übte das Amt als Landrat bis 1754 aus und wurde um 1754 Landesdirektor in Vorpommern. Im Amt als Landrat folgte ihm sein Bruder George Wilhelm von Sydow.
Nach dem Tod seines Vaters 1725 erbte er das Gut Blumberg. Sydow erhielt 1751 die Genehmigung, an der Oder einen neuen Ort zu gründen, der dann nach ihm Friedrichsthal benannt wurde. Von seinem Bruder George Wilhelm von Sydow erwarb er 1752 dessen Gut Woltersdorf. George Wilhelm von Sydow hatte nach dem Tod des Vaters dessen Anteil von 1/4 Woltersdorf geerbt und die übrigen Anteile von Woltersdorf dazugekauft, war aber in wirtschaftliche Schwierigkeiten geraten.
Carl Friedrich von Sydow heiratete 1729 Henriette Sophie (* 1711; † 1789), eine geborene von Sack. Nur zwei Töchter erreichten das Erwachsenenalter. Seine Tochter Louise Charlotte Tugendreich (* 1730; † 1792) heiratete ihren Verwandten Carl Friedrich von Sydow, der durch diese Heirat das Gut Woltersdorf erwarb. Die jüngere Tochter Eleonore Henriette (* 1737; † 1782) heiratete Heinrich Carl von der Osten. Carl Friedrich von Sydow verkaufte 1763 noch vor seinem Tode seinem Schwiegersohn das Gut Blumberg.